# Plumtree (banda)
Plumtree era una banda de power pop/rock indie canadiense formada en 1993 en Halifax, la cuál estuvo integrada por las hermanas Carla y Lynette Gillis, Amanda Braden, Nina Martin, y más tarde Catriona Sturton. La banda consiguió un éxito moderado durante sus siete años de actividad, completando varios tours en Canadá y partes de Estados Unidos, así como lanzar tres álbumes de longitud llena, un EP de seis canciones, y varios sencillos, antes de finalmente disolverse en junio de 2000. Su sencillo "Scott Pilgrim" fue la inspiración para el personaje titular en la serie homónima de novelas gráficas del autor Bryan Lee O'Malley.

## Historia
La banda formada en su ciudad natal de Halifax, Nova Scotia el 9 de abril de 1993 después de conocer a través de sus profesores de música. El plantel original incluyó a Lynette Gillis (14 años) en la batería, Carla Gillis (16 años) en guitarra y voces, Amanda Braden (15 años) en guitarra y voces y Nina Martin (16 años) en el bajo y voces ocasionales.
Siendo niñas, las hermanas Gillis desarrollaron un interés en la música heavy metal. Carla tomó lecciones de guitarra y Lynette estudió batería. Tocaban música en casa, hasta que en 1993 ellas reclutaron a otras para formar una banda. Su primera banda tocaron durante un espectáculo de talento de su instituto primario-secundario con una lista de temas conformada mayoritariamente de covers de Jimi Hendrix y Iron Maiden. El grupo original posteriormente se separó. Braden y Martin se unieron la banda poco después y la banda desarrolló un método colaborativo de composición de canciones. Plumtree tuvo su primer espectáculo en Cafe Ole de todas las edades de Halifax en junio de 1993.
Plumtree se establecieron en Canadá después de lanzar la canción "Follow You", en el cassette No Class, una recopilación lanzada mediante el sello No Records que presentaba bandas de instituto de Nova Scotia. Esto les ganó la oportunidad de abrir como teloneros para Jale, Thrush Hermit, Velocity Girl y The Spinanes. Cinnamon Toast Records lanzaría Green Mittens, el primer disco de siete-pulgadas de Plumtree, en 1994. Presentó las canciones "Dog Gone Crazy" y "Have a Banana", más dos canciones de Strawberry de Prince Edward Island en el otro lado. Poco después, Plumtree lanzaría un cassette de seis canciones titulado Flutterboard.
En 1995, Plumtree grabó su primer álbum de longitud normal, Mass Teen Fainting, en Sound of One Hand Studios en Ottawa, con Paul Hogan. Este CD fue reproducido en la radio universitaria y esto cosechó una fanbase canadiense para Plumtree bastante dedicada. Martin dejó la banda en septiembre de 1995 para perseguir un empleo en la Universidad McGill. Ella fue reemplazada en 1996 por Catriona Sturton, oriunda de Ottawa.
El segundo álbum de Plumtree, Predicts the Future, se grabó en 1997 con Laurence Currie en los estudios de Idea of East en Halifax. Lanzado en 1998, el CD condujo a una aparición de Plumtree en la portada de Exclaim!, una revista de música de publicación mensual en Canadá, así como obtener el 1º puesto en el ranking radiofónico universitario nacional Earshot. Los vídeos musicales para los singles "Scott Pilgrim", "Go!", y "You Just Don't Exist" recibieron transmisiones regulares en MuchMusic. ("Scott Pilgrim" luego llegaría a inspirar la popular serie de novelas gráficas Scott Pilgrim, del autor Bryan Lee O'Malley).
Durante estos años iniciales, Plumtree lanzaría una cantidad de canciones en vinilo y recopilaciones CD, incluyendo Water Had Leaked into My Suit (Cinnamon Toast), You're a Superlady (Corduroy), Secret Songs (Korova Cafe) y Syrup and Gasoline (Grenadine). Una versión más temprana de "Scott Pilgrim" también puede ser encontrada en un disco de siete-pulgadas que Plumtree lanzó junto con The Inbreds con el sello PF.
La banda tuvo giras extensamente durante su carrera de siete años, acompañando en los viajes por carretera a The Local Rabbits de Montreal, las bandas Thrush Hermit, The Inbreds y The Super Friendz de Halifax, Moncton de Julie Doiron (anteriormente de Eric's Trip) y The Weakerthans de Winnipeg y Duotang. Plumtree sólo podía hacer giras durante los meses de verano, dado que sus integrantes  asistían a la universidad durante los meses escolares.
En 1999, Plumtree actuó en Toronto en Horseshoe Tavern con Number One Cup. Se emplearon durante todo ese verano en Toronto grabando This Day Won't Last at All con Justin Deneau en Electro Magnetic Sound Studios. Se lanzó en 2000 por medio de Endearing Records establecido en Winnipeg. "Regret", un vídeo con inspiración en Cindy Sherman para la canción, recibió transmisiones en MuchMusic.

### Disolución
Durante el segundo trimestre de 2000, la banda hacia una gira a través de Canadá y bajando hasta la Costa Oeste de los Estados Unidos junto con Salteens de Vancouver. Plumtree se disolvió en julio de 2000 después de actuar su espectáculo final el 31 de julio en Marquee Club en su ciudad natal de Halifax.

### Posteriormente
Lynette y Carla Gillis actualmente viven en Toronto, donde actúan en la banda de rock Overnight (anteriormente conocida como SISTER). También actúan en Bells Clanging con Jason Starnes. Amanda Bidnall (apellido de soltera: Braden) obtuvo títulos en la Universidad de Dalhousie y Universidad de York antes de graduarse con un PhD de la Universidad de Boston en 2010. Fue una profesora de historia en la Universidad Simon Fraser en Vancouver, Columbia Británica, durante ocho años aproximadamente. Es ahora una escritora freelancer romántica y editora web. Catriona Sturton vive en Ottawa y ofrece tutoria para tocar armónica. Nina Martin es una profesora de geografía en Universidad de Carolina del Norte en Chapel Hill. En julio de 2010, Catriona acompañó a SISTER en el escenario para interpretar la canción "Scott Pilgrim" durante la fiesta de estreno del Volumen 6 de Scott Pilgrim, una serie de novelas gráficas de Bryan Lee O'Malley inspirada en esa canción homónima de Plumtree.
Scott Pilgrim vs. the World, una película basada en esa obra de O'Malley, se estrenó el 13 de agosto de 2010. En esas novelas gráficas y su adaptación cinematográfica, el personaje principal Scott Pilgrim puede ser visto usando una camiseta de Plumtree. La canción "Scott Pilgrim" aparece en ambos casos la película así como incluida en su banda sonora, y además la canción "Go!" aparece insertada durante la película aunque no así en la banda sonora.

## Premios
En 1996, Plumtree recibió el premio Mejor Banda Canadiense con Menos de Veinte (Años) en Achievement Awards de YTV. La banda interpretó "Tropical" durante el espectáculo.
Predicts the Future estuvo nominado para un Premio de Música de la Costa Este en la categoría de rock alternativo. Perdió ante Slide Show de la banda The Super Friendz.

## Discografía

### Álbumes de estudio & EPs
- Flutterboard (1994)
- Mass Teen Fainting (1995)
- Predicts the Future (1997)
- This Day Won't Last At All (2000)

### Sencillos
- Plumtree/Strawberry split 7" (1994)
- Water Had Leaked Into My Suit (1995)
- Plumtree/The Inbreds split 7" (1996)
- Preserving Wildlife (1996)
- Plumtree/Salteens split 7" (1999)

### Álbumes de recopilación
- Best Of (2010)